# Campionatul Regional de Fotbal 1925-1926
Sezonul 1925-1926 al campionatului regional a reprezentat cea de-a șasea ediție a acestei faze regionale  din cadrul Campionatului Național de Fotbal al României. În această ediție s-au disputat paisprezece campionate districtuale, marcând apariția unor districte noi: Brăila, Constanța, Galați și Maramureș. Totuși, doar unsprezece câștigătoare au avansat în faza națională, întrucât Brăila, Constanța și Galați nu au fost reprezentate în această fază.

## Campionate districtuale
| - Arad - Brașov - Brăila - București/Ploiești | - Cernăuți - Chișinău - Cluj - Constanța | - Craiova - Galați - Timișoara - Maramureș | - Oradea - Sibiu |

## Clasamente

### Arad
| Loc | Echipa            | MJ | V  | E | Î  | GM | GP | DG  | Pct | Calificare sau retrogradare  |
| --- | ----------------- | -- | -- | - | -- | -- | -- | --- | --- | ---------------------------- |
| 1   | AMEFA Arad (C, Q) | 14 | 12 | 2 | 0  | 72 | 12 | +60 | 26  | Calificare în faza națională |
| 2   | CA Arad           | 14 | 8  | 4 | 2  | 43 | 22 | +21 | 20  |                              |
| 3   | Gloria CFR Arad   | 14 | 8  | 4 | 2  | 37 | 24 | +13 | 20  |                              |
| 4   | SG Arad           | 14 | 6  | 3 | 5  | 31 | 23 | +8  | 15  |                              |
| 5   | Jiul Lupeni       | 14 | 6  | 2 | 6  | 35 | 42 | −7  | 14  |                              |
| 6   | Olympia Micălaca  | 14 | 4  | 2 | 8  | 43 | 40 | +3  | 10  |                              |
| 7   | CFR Simeria       | 13 | 1  | 3 | 9  | 22 | 45 | −23 | 5   |                              |
| 8   | Hakoah Arad       | 13 | 0  | 0 | 13 | 8  | 83 | −75 | 0   |                              |

1. 1 2  Meciul rămas probabil nu s-a jucat.

### Brașov
| Loc | Echipa                     | MJ | V  | E | Î  | GM | GP | DG  | Pct | Calificare sau retrogradare  |
| --- | -------------------------- | -- | -- | - | -- | -- | -- | --- | --- | ---------------------------- |
| 1   | Colțea Brașov (C, Q)       | 16 | 14 | 1 | 1  | 72 | 13 | +59 | 29  | Calificare în faza națională |
| 2   | Brașovia Brașov            | 14 | 11 | 1 | 2  | 66 | 15 | +51 | 23  |                              |
| 3   | RGM Brașov                 | 14 | 9  | 2 | 3  | 42 | 16 | +26 | 20  |                              |
| 4   | Olympia Brașov             | 13 | 9  | 0 | 4  | 66 | 21 | +45 | 18  |                              |
| 5   | Harghita Odorheiu Secuiesc | 12 | 6  | 0 | 6  | 30 | 24 | +6  | 12  |                              |
| 6   | RGM Sfântu Gheorghe        | 11 | 5  | 0 | 6  | 12 | 36 | −24 | 10  |                              |
| 7   | CFR Brașov                 | 12 | 3  | 2 | 7  | 19 | 36 | −17 | 8   |                              |
| 8   | Concordia Sfântu Gheorghe  | 10 | 3  | 0 | 7  | 13 | 48 | −35 | 6   |                              |
| 9   | SG Sighișoara              | 12 | 2  | 1 | 9  | 13 | 53 | −40 | 5   |                              |
| 10  | Romloc Brașov              | 18 | 0  | 1 | 17 | 17 | 79 | −62 | 1   |                              |

### Brăila
| Loc | Echipa              | MJ | V | E | Î | GM | GP | DG | Pct | Calificare sau retrogradare       |
| --- | ------------------- | -- | - | - | - | -- | -- | -- | --- | --------------------------------- |
| 1   | Victoria Brăila (C) | 0  | 0 | 0 | 0 | 0  | 0  | 0  | 0   | Nu a participat în faza națională |
| 2   | Dacia Brăila        | 0  | 0 | 0 | 0 | 0  | 0  | 0  | 0   |                                   |
| 3   | Unirea Brăila       | 0  | 0 | 0 | 0 | 0  | 0  | 0  | 0   |                                   |
| 4   | Jupiter Brăila      | 0  | 0 | 0 | 0 | 0  | 0  | 0  | 0   |                                   |
| 5   | Maccabi Brăila      | 0  | 0 | 0 | 0 | 0  | 0  | 0  | 0   |                                   |

### București/Ploiești
| Loc | Echipa                       | MJ | V  | E | Î  | GM | GP | DG  | Pct | Calificare sau retrogradare  |
| --- | ---------------------------- | -- | -- | - | -- | -- | -- | --- | --- | ---------------------------- |
| 1   | Juventus București (C, Q)    | 18 | 12 | 3 | 3  | 43 | 20 | +23 | 27  | Calificare în faza națională |
| 2   | Olympia București            | 18 | 12 | 1 | 5  | 58 | 24 | +34 | 25  |                              |
| 3   | Prahova Ploiești             | 18 | 10 | 4 | 4  | 46 | 34 | +12 | 24  |                              |
| 4   | Venus București              | 18 | 9  | 3 | 6  | 32 | 25 | +7  | 21  |                              |
| 5   | Unirea București             | 18 | 8  | 5 | 5  | 42 | 33 | +9  | 21  |                              |
| 6   | Sportul Studențesc București | 18 | 8  | 3 | 7  | 36 | 38 | −2  | 19  |                              |
| 7   | Tricolor București           | 18 | 7  | 4 | 7  | 33 | 26 | +7  | 18  |                              |
| 8   | Sparta București             | 18 | 4  | 4 | 10 | 16 | 48 | −32 | 12  |                              |
| 9   | Maccabi București            | 18 | 3  | 1 | 14 | 19 | 41 | −22 | 7   |                              |
| 10  | Colțea București             | 18 | 3  | 1 | 14 | 15 | 47 | −32 | 7   |                              |

### Cernăuți
| Loc | Echipa                 | MJ | V | E | Î  | GM | GP | DG  | Pct | Calificare sau retrogradare  |
| --- | ---------------------- | -- | - | - | -- | -- | -- | --- | --- | ---------------------------- |
| 1   | Hakoah Cernăuți (C, Q) | 12 | 9 | 1 | 2  | 33 | 9  | +24 | 19  | Calificare în faza națională |
| 2   | Maccabi Cernăuți       | 12 | 9 | 1 | 2  | 36 | 13 | +23 | 19  |                              |
| 3   | Jahn Cernăuți          | 12 | 8 | 1 | 3  | 41 | 14 | +27 | 17  |                              |
| 4   | Polonia Cernăuți       | 12 | 5 | 3 | 4  | 22 | 15 | +7  | 13  |                              |
| 5   | Internațional Cernăuți | 12 | 2 | 3 | 7  | 13 | 40 | −27 | 7   |                              |
| 6   | Dowbusch Cernăuți      | 12 | 2 | 3 | 7  | 9  | 35 | −26 | 7   |                              |
| 7   | Dragoș Vodă Cernăuți   | 12 | 0 | 2 | 10 | 9  | 37 | −28 | 2   |                              |

### Chișinău
| Loc | Echipa                   | MJ | V | E | Î | GM | GP | DG  | Pct | Calificare sau retrogradare  |
| --- | ------------------------ | -- | - | - | - | -- | -- | --- | --- | ---------------------------- |
| 1   | Fulgerul Chișinău (C, Q) | 4  | 4 | 0 | 0 | 16 | 3  | +13 | 8   | Calificare în faza națională |
| 2   | Sporting Chișinău        | 4  | 3 | 0 | 1 | 11 | 9  | +2  | 6   |                              |
| 3   | Mihai Viteazul Chișinău  | 4  | 2 | 0 | 2 | 10 | 8  | +2  | 4   |                              |
| 4   | Sporting Tighina         | 4  | 1 | 0 | 3 | 11 | 6  | +5  | 2   |                              |
| 5   | Locomotiva Chișinău      | 4  | 0 | 0 | 4 | 4  | 12 | −8  | 0   |                              |

### Cluj
| Loc | Echipa               | MJ | V  | E | Î  | GM | GP | DG  | Pct | Calificare sau retrogradare  |
| --- | -------------------- | -- | -- | - | -- | -- | -- | --- | --- | ---------------------------- |
| 1   | Victoria Cluj (C, Q) | 18 | 14 | 2 | 2  | 44 | 21 | +23 | 30  | Calificare în faza națională |
| 2   | Universitatea Cluj   | 18 | 11 | 4 | 3  | 43 | 26 | +17 | 26  |                              |
| 3   | Haggibor Cluj        | 18 | 9  | 5 | 4  | 36 | 20 | +16 | 23  |                              |
| 4   | CA Cluj              | 18 | 10 | 3 | 5  | 51 | 32 | +19 | 23  |                              |
| 5   | RMS Cluj             | 18 | 8  | 4 | 6  | 30 | 27 | +3  | 20  |                              |
| 6   | CFR Cluj             | 18 | 9  | 1 | 8  | 36 | 27 | +9  | 19  |                              |
| 7   | Husos Cluj           | 18 | 5  | 5 | 8  | 23 | 39 | −16 | 15  |                              |
| 8   | KKASE Cluj           | 18 | 5  | 3 | 10 | 23 | 41 | −18 | 13  |                              |
| 9   | Academia Cluj        | 18 | 4  | 1 | 13 | 23 | 45 | −22 | 9   |                              |
| 10  | MTE Cluj             | 18 | 0  | 2 | 16 | 10 | 41 | −31 | 2   |                              |

### Constanța
| Loc | Echipa                 | MJ | V | E | Î | GM | GP | DG | Pct | Calificare sau retrogradare       |
| --- | ---------------------- | -- | - | - | - | -- | -- | -- | --- | --------------------------------- |
| 1   | Victoria Constanța (C) | 0  | 0 | 0 | 0 | 0  | 0  | 0  | 0   | Nu a participat în faza națională |
| 2   | Tricolor Constanța     | 0  | 0 | 0 | 0 | 0  | 0  | 0  | 0   |                                   |
| 3   | Elpis Constanța        | 0  | 0 | 0 | 0 | 0  | 0  | 0  | 0   |                                   |
| 4   | Săgeata Constanța      | 0  | 0 | 0 | 0 | 0  | 0  | 0  | 0   |                                   |
| 5   | Venus Constanța        | 0  | 0 | 0 | 0 | 0  | 0  | 0  | 0   |                                   |

### Craiova
| Loc | Echipa                     | MJ | V | E | Î | GM | GP | DG | Pct | Calificare sau retrogradare  |
| --- | -------------------------- | -- | - | - | - | -- | -- | -- | --- | ---------------------------- |
| 1   | Craiu Iovan Craiova (C, Q) | 0  | 0 | 0 | 0 | 0  | 0  | 0  | 0   | Calificare în faza națională |
| 2   | Oltul Slatina              | 0  | 0 | 0 | 0 | 0  | 0  | 0  | 0   |                              |
| 3   | Generala Craiova           | 0  | 0 | 0 | 0 | 0  | 0  | 0  | 0   |                              |
| 4   | Tinerimea Craiova          | 0  | 0 | 0 | 0 | 0  | 0  | 0  | 0   |                              |
| 5   | Rovine Grivița Craiova     | 0  | 0 | 0 | 0 | 0  | 0  | 0  | 0   |                              |

### Galați
| Loc | Echipa                             | MJ | V | E | Î | GM | GP | DG  | Pct | Calificare sau retrogradare       |
| --- | ---------------------------------- | -- | - | - | - | -- | -- | --- | --- | --------------------------------- |
| 1   | Dacia Vasile Alecsandri Galați (C) | 8  | 6 | 0 | 2 | 25 | 13 | +12 | 12  | Nu a participat în faza națională |
| 2   | Foresta Galați                     | 8  | 4 | 2 | 2 | 20 | 8  | +12 | 10  |                                   |
| 3   | Panellinios Galați                 | 8  | 4 | 2 | 2 | 12 | 11 | +1  | 10  |                                   |
| 4   | Maccabi Galați                     | 8  | 3 | 2 | 3 | 10 | 19 | −9  | 8   |                                   |
| 5   | Sportul Galați                     | 8  | 0 | 0 | 8 | 4  | 20 | −16 | 0   |                                   |

### Timișoara
| Loc | Echipa                    | MJ | V  | E | Î  | GM | GP | DG  | Pct | Calificare sau retrogradare  |
| --- | ------------------------- | -- | -- | - | -- | -- | -- | --- | --- | ---------------------------- |
| 1   | Chinezul Timișoara (C, Q) | 13 | 13 | 0 | 0  | 89 | 11 | +78 | 26  | Calificare în faza națională |
| 2   | CA Timișoara              | 14 | 11 | 2 | 1  | 41 | 12 | +29 | 24  |                              |
| 3   | RGM Timișoara             | 13 | 7  | 0 | 6  | 24 | 26 | −2  | 14  |                              |
| 4   | Sparta CFR Timișoara      | 14 | 6  | 1 | 7  | 33 | 29 | +4  | 13  |                              |
| 5   | Rapid Timișoara           | 14 | 5  | 3 | 6  | 22 | 34 | −12 | 13  |                              |
| 6   | Banatul Timișoara         | 14 | 3  | 3 | 8  | 22 | 51 | −29 | 9   |                              |
| 7   | Politehnica Timișoara     | 13 | 3  | 0 | 10 | 13 | 45 | −32 | 6   |                              |
| 8   | SS Jimbolia               | 14 | 1  | 2 | 11 | 16 | 52 | −36 | 4   |                              |

1. 1 2  CA Timișoara învinsese pe Chinezul și terminase cu 26 de puncte, având un punct avans față de Chinezul. Totuși, acesta din urmă a protestat împotriva utilizării a doi jucători presupus neeligibili, iar comisia a decis rejucarea meciului, programându-l într-o zi din timpul săptămânii. CA Timișoara nu s-a prezentat, susținând că jucătorii săi amatori nu puteau evolua într-o zi de lucru, iar victoria a fost acordată lui Chinezul.
2. 1 2  Meciul rămas probabil nu s-a jucat.

### Maramureș
| Loc | Echipa                   | MJ | V | E | Î | GM | GP | DG | Pct | Calificare sau retrogradare  |
| --- | ------------------------ | -- | - | - | - | -- | -- | -- | --- | ---------------------------- |
| 1   | Olimpia Satu Mare (C, Q) | 0  | 0 | 0 | 0 | 0  | 0  | 0  | 0   | Calificare în faza națională |
| 2   | SC Satu Mare             | 0  | 0 | 0 | 0 | 0  | 0  | 0  | 0   |                              |
| 3   | Stăruința Satu Mare      | 0  | 0 | 0 | 0 | 0  | 0  | 0  | 0   |                              |
| 4   | Victoria Carei           | 0  | 0 | 0 | 0 | 0  | 0  | 0  | 0   |                              |
| 5   | CS Baia Mare             | 0  | 0 | 0 | 0 | 0  | 0  | 0  | 0   |                              |
| 6   | Samson Sighetu Marmației | 0  | 0 | 0 | 0 | 0  | 0  | 0  | 0   |                              |
| 7   | SS Sighetu Marmației     | 0  | 0 | 0 | 0 | 0  | 0  | 0  | 0   |                              |
| 8   | Barkochba Satu Mare      | 0  | 0 | 0 | 0 | 0  | 0  | 0  | 0   |                              |

### Oradea
| Loc | Echipa                  | MJ | V  | E | Î | GM | GP | DG  | Pct | Calificare sau retrogradare  |
| --- | ----------------------- | -- | -- | - | - | -- | -- | --- | --- | ---------------------------- |
| 1   | Stăruința Oradea (C, Q) | 12 | 11 | 1 | 0 | 74 | 4  | +70 | 23  | Calificare în faza națională |
| 2   | CA Oradea               | 12 | 9  | 2 | 1 | 38 | 14 | +24 | 20  |                              |
| 3   | SC Salonta              | 11 | 5  | 1 | 5 | 27 | 24 | +3  | 11  |                              |
| 4   | CFR Oradea              | 12 | 4  | 2 | 6 | 19 | 33 | −14 | 10  |                              |
| 5   | Bihorul Oradea          | 12 | 3  | 1 | 8 | 20 | 43 | −23 | 7   |                              |
| 6   | Înțelegerea Oradea      | 11 | 3  | 0 | 8 | 11 | 39 | −28 | 6   |                              |
| 7   | Maccabi Oradea          | 12 | 2  | 1 | 9 | 14 | 46 | −32 | 5   |                              |

1. 1 2  Meciul rămas probabil nu s-a jucat.

### Sibiu
| Loc | Echipa                  | MJ | V | E | Î  | GM | GP | DG  | Pct | Calificare sau retrogradare  |
| --- | ----------------------- | -- | - | - | -- | -- | -- | --- | --- | ---------------------------- |
| 1   | SG Sibiu (C, Q)         | 12 | 9 | 1 | 2  | 41 | 19 | +22 | 19  | Calificare în faza națională |
| 2   | SS Sibiu                | 11 | 7 | 1 | 3  | 34 | 21 | +13 | 15  |                              |
| 3   | Amateur Mediaș          | 12 | 7 | 1 | 4  | 22 | 16 | +6  | 15  |                              |
| 4   | Șoimii Sibiu            | 12 | 7 | 1 | 4  | 35 | 34 | +1  | 15  |                              |
| 5   | Internațional Sibiu     | 12 | 3 | 4 | 5  | 21 | 27 | −6  | 10  |                              |
| 6   | CFR Sibiu               | 11 | 3 | 2 | 6  | 22 | 28 | −6  | 8   |                              |
| 7   | Vâlceana Râmnicu Vâlcea | 12 | 0 | 0 | 12 | 4  | 34 | −30 | 0   |                              |

1. 1 2  Meciul rămas probabil nu s-a jucat.